# Makasae jezik
Makasae jezik (ma’asae, macassai, makasai, makassai; ISO 639-3: mkz), jezik istočnotimorske podskupine šire zapadne transnovogvinejske skupine papuanskih jezika, kojim govori oko 70 000 ljudi (1989) na otoku Timor u Istočnom Timoru.
Makasae se prije klasificirao alorsko-pantarskoj skupini koja se tada nazivala makasae-alor-pantar, ali on pobliže nije srodan nijednom drugom jeziku. Dijalekti su mu maklere, makasai. Istočnotimorske jezike čini zajedno s jezicima Fataluku [ddg] (istočni Timor) i oirata [oia] (Moluci, Indonezija) 

## Vanjske poveznice
- Ethnologue (14th)